# جعفر أباد (ورزقان)
جعفر أباد هي قرية في مقاطعة ورزقان، إيران. يقدر عدد سكانها بـ 31 نسمة بحسب إحصاء 2016.